# Switsemalph Indian Reserve 3
Switsemalph Indian Reserve 3 är ett reservat i Kanada.   Det ligger i provinsen British Columbia, i den södra delen av landet, 3 200 km väster om huvudstaden Ottawa.
I omgivningarna runt Switsemalph Indian Reserve 3 växer i huvudsak barrskog. Runt Switsemalph Indian Reserve 3 är det glesbefolkat, med 8 invånare per kvadratkilometer.